# Esteban Navarro
Pour les articles homonymes, voir Navarro (homonymie).
Esteban Navarro Soriano (né à Moratalla, en Murcie, le 18 mars 1965) est un écrivain basé à Huesca depuis 2001. Considéré par Random House comme l'un des grands noms du roman noir espagnol. Il était policier de 1994 à 2018 .

## Biographie
Navarro a enseigné la littérature à l'École de création littéraire des Canaries de 2011 à 2013. Il contribue à Diario del Alto Aragón, de El Periódico de Aragón y de Diario 16. Il a fondé et organisé le Concurso literario policía y cultura (Espagne) dans ses trois premières et seules éditions. Il collabore à l’organisation du festival Aragón Negro aux activités organisées dans la ville de Huesca,. Amazon l'a reconnu comme le créateur du terme Kindle Generation,,. En janvier 2013, son roman La noche de los peones figurait parmi les six finalistes choisis qui ont opté pour Premio Nadal. La même année, il fut distingué par le siège supérieur d'Aragon pour avoir donné du prestige à Cuerpo Nacional de Policía
Son dixième roman publié, A story of police, présenté à Madrid en mars 2017 et inspiré d'événements réels; bien que ce soit une fiction, elle raconte comment cinq agents du commissariat de Huesca sont corrompus et organisés en mafia; fait l’objet d’une vive controverse dans le cadre d’une plainte déposée contre lui par le commissariat de police du Policía Nacional de Huesca, où se déroule l'intrigue. La nouvelle avait beaucoup de couverture médiatique,,, même dans les journaux internationaux, comme The Guardian ou Gruppo Editoriale L'Espresso.
En raison de ce dossier disciplinaire, l’agent et l’écrivain étaient en congé pour ergophobie.proponiendo la Dirección de la Policía la jubilación después de 24 años de servicio,

## Travail
- 2024 Montesblancos (Auto-édition)[27]
- 2023 Baco (Auto-édition)
- 2023 Medianoche (Auto-édition)
- 2022 La cuarta memoria (Auto-édition)
- 2021 La suerte del debutante (Auto-édition)
- 2021 Un año de prácticas (Auto-édition)
- 2020 El altruista (Auto-édition)
- 2020 Rock Island (Auto-édition)
- 2020 Verdugos (Auto-édition)
- 2020 Natasha (Auto-édition)
- 2019 El ajedrecista (Auto-édition)
- 2019 La rubia del Tívoli (Auto-édition)[28]
- 2019 El cónsul infiltrado[29] (Doce Robles)
- 2018 El apagón (Auto-édition)
- 2018 Penumbra (Auto-édition)
- 2018 La marca del pentágono (Auto-édition)
- 2017 El club de la élite[30] (Menoscuarto)
- 2017 Una historia de policías[31] (Playa de Ákaba)
- 2017 El reactor de Bering[32] (Avant Editorial)
- 2016 Ángeles de granito (Auto-édition)
- 2016 La gárgola de Otín (Auto-édition)
- 2016 Los ojos del escritor (Ediciones B)
- 2015 Diez días de julio (Ediciones B)
- 2015 La puerta vacía (Ediciones B)
- 2014 Los crímenes del abecedario (Ediciones B)
- 2014 El buen padre (Ediciones B)
- 2013 La noche de los peones (Ediciones B)
- 2013 Los fresones rojos (Ediciones B)
- 2012 La casa de enfrente (Ediciones B)

## Prix
- VI Concurso de Relatos de la Tertulia Albada[33]
- II Certamen de Narrativa Breve Jorge Maldonado[34]
- I Certamen de Novela La Balsa de Piedra de Saramago[35]
- II Concurso de Relatos de Terror del Festival de las Ánimas[36]
- XIII Certamen de Relato Corto de Miajadas[37].
- XIII Premio Nacional de Relato Corto Calicanto[38],[39]
- VIII Premio de relato corto Ciudad de Caspe 2013[40]
- XXII Premio de Relato Manuel Barbadillo Ateneo de Sanlúcar de Barrameda[41]
- II Concurso Literario de Relato Breve Paperblanks 2012[42],[43] Dublín
- III Concurso literario policía y cultura de Huesca[44] Huesca
- V Concurso de Relatos Cortos Ciudad de Huesca[45] Huesca
- VII Concurso Literario de Relato Corto Ciudad de Caspe[46]
- IV muestra Criptshow festival de relato de terror, fantasía y ciencia ficción[47] Badalone
- XXVII Concurso de Cuentos Villa de Mazarrón-Antonio Segado del Olmo[48] Mazarrón
- XIV Certamen de Relato Corto de[49] Altorricón
- XV Certamen de Cuentos Navideños de[50] Ampuero
- Casting Literario de Novela Fantástica de OnLine Studio Productions[51] Madrid
- Primer Certamen de novela Escribiendo[52] Barcelone
- I Premio de novela corta[53] Revista literaria Katharsis